# Élections législatives bissau-guinéennes de 1984
Les élections législatives bissau-guinéennes de 1984 ont lieu en Guinée-Bissau le 31 mars 1984. À l'époque, le pays était un État à parti unique sous l'égide du Parti africain pour l'indépendance de la Guinée et du Cap-Vert.

## Système électoral
Les élections ont lieu au suffrage indirect. Les électeurs élisent les membres de huit conseils régionaux, qui élisent à leur tour les 150 membres de l'Assemblée populaire nationale.

## Résultats
Le PAIGC remporte les 150 sièges.